# Anthus petrosus
El bisbita costero o bisbita ribereño costero (Anthus petrosus) es una especie de ave paseriforme de pequeño tamaño de la familia Motacillidae que habita junto a las costas atlánticas de Europa y África.
Anteriormente fue considerado una subespecie de su pariente el bisbita ribereño alpino (A. spinoletta), al igual que el bisbita ribereño pechianteado (A. rubescens).

## Distribución geográfica y hábitat

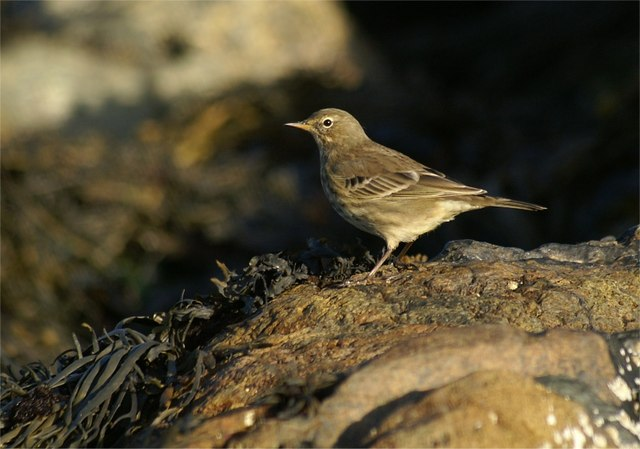
Bisbita costero (Anthus petrosus), Norwick.
Una especie común en las costas rocosas de Shetland.

Esta especie cría en las costas rocosas de Europa Occidental desde Francia hasta Escandinavia. Es un ave residente principalmente alrededor de las islas británicas, Francia y el sur de Escandinavia. Las poblaciones más norteñas, son migratorias y se desplazan al sur para pasar el invierno. Raramente los individuos divagan hacia el interior del continente europeo.
Los bisbitas ribereños costeros tienden a estar alrededor de las costas rocosas, mientras que los bisbitas ribereños alpinos prefieren los herbazales húmedos. Por lo que aunque cohabiten en la misma área no suelen encontrarse en el mismo hábitat.

## Descripción y taxonomía

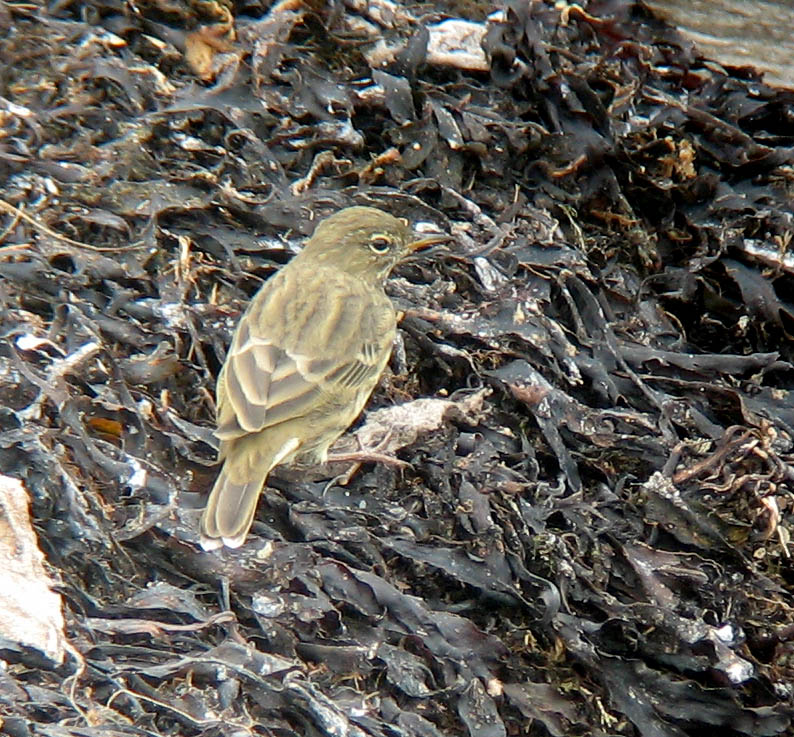
Ejemplar de A. p. petrosus.

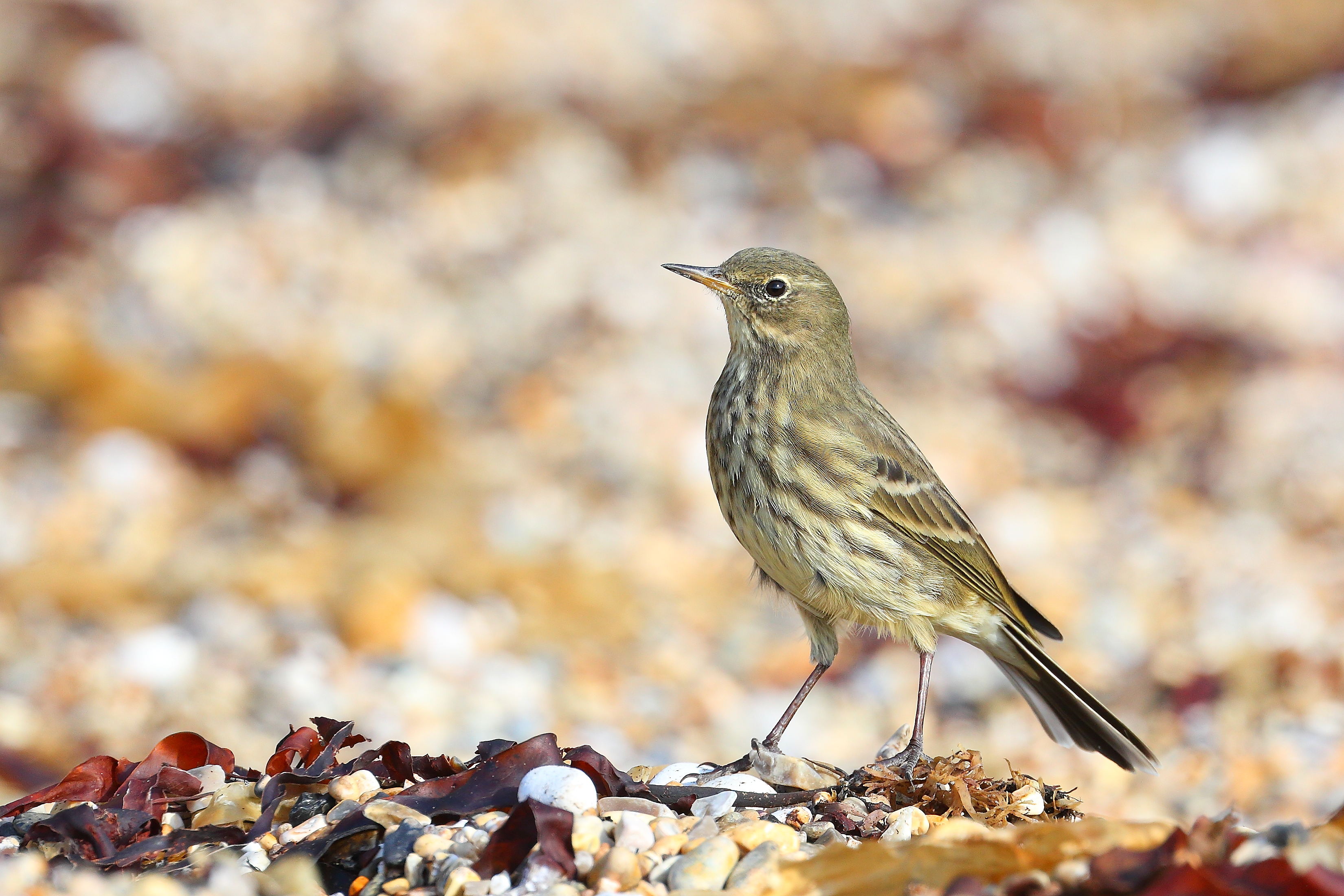
Anthus petrosus

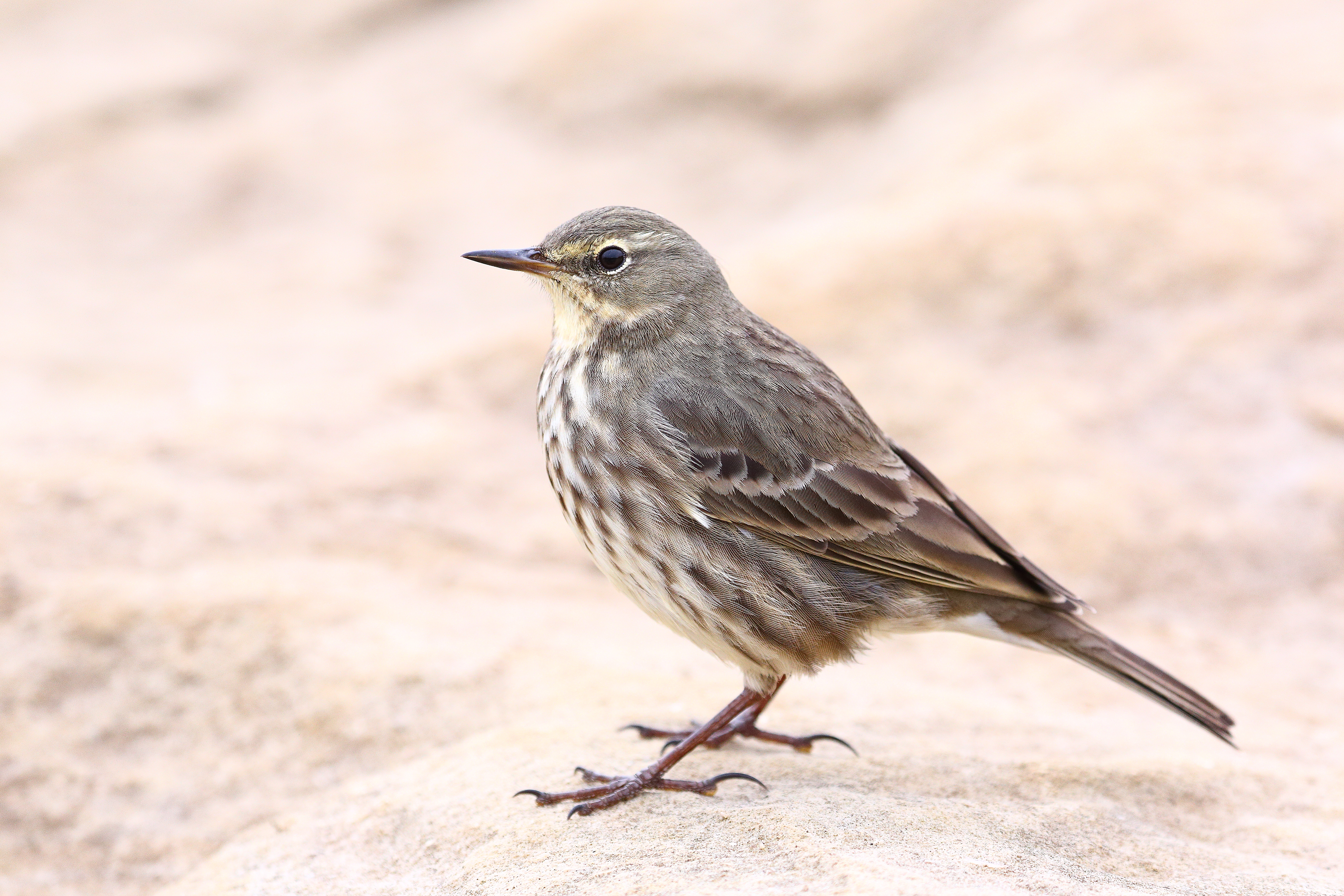
Anthus petrosus

El bisbita costero tiene una longitud corporal media de 16,5-17 cm. El plumaje de sus partes superiores es de tonos pardos grisáceos listados, y las partes inferiores son blanquecinas con motas oscuras en hileras, que como los demás bisbitas les sirve como camuflaje en el suelo y entre las rocas. Tienen patas oscuras y un pico también oscuro alargado y puntiagudo 
Las aves de las subespecies de Europa occidental y A. p. petrosus, A. p. kleinschmidti y A. p. meinertzhageni permanecen de color gris oscuro todo el año. Mientras que la subespecie escandinava y del Báltico (A. p. littoralis) que en invierno tienen los mismos tonos que petrosus en invierno, en verano clarean y adquieren tonos rosáceos en verano, como el bisbita ribereño alpino (A. spinoletta). Las poblaciones occidentales son casi sedentarias, mientras que las poblaciones al este del Elba, generalmente de la variedad littoralis se dispersan más lejos Los migradores invernales son fácilmente distinguibles de los bisbitas ribereños alpinos pero imposible de distinguir de las demás subespecies por su aspecto o medidas.

## Comportamiento

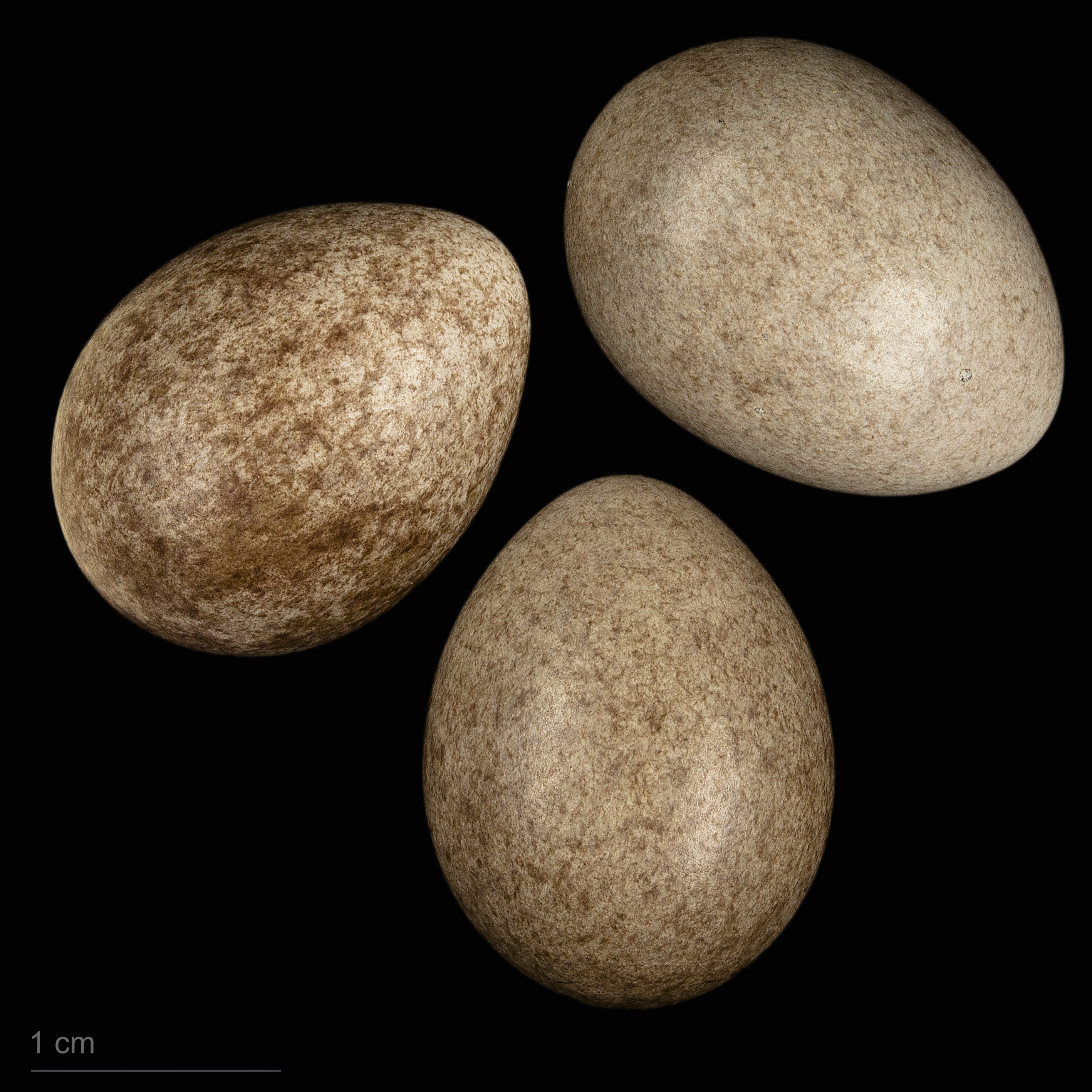
Anthus petrosus - MHNT

La especie es insectívora que como las demás especies de la familia Motacillidae busca sus presas andando. El bisbita ribereño costero permite que se le acerquen a una distancia más corta que el bisbita ribereño alpino. Si se le asusta volará una distancia corta, próximo al suelo, y se posará de nuevo.
Su llamada consiste en un explosivo «fit». Sus cantos, como los de la mayoría de los bisbitas, constan de series repetidas de pitidos más o menos agudos, con notas simples o dobles, que terminan en un trino vibratorio. Generalmente más corto pero con bloques más largos (una docena de repeticiones o más) que los del bisbita ribereño alpino.